# شهنواز تنی
شهنواز تَنَی (۱۹۵۰ – ۷ مارس ۲۰۲۲) سیاست‌مدار، ارتشبد نظامی و یکی از اعضای برجستهٔ حزب دموکراتیک خلق افغانستان در زمان حکومت کمونیستی شوروی در افغانستان بود. تنی از سال‌های ۱۹۸۸ میلادی الی ۱۹۹۰ میلادی وزیر دفاع در حکومت کمونیستی افغانستان بود.
شهنواز تنی متولد سال ۱۹۵۰ میلادی در ولایت خوست افغانستان در خانوادهٔ متعلق به قوم پشتون بود. تنی آموزش‌های نظامی را در کابل و مسکو به انجام رسانید و بعدا به اتحاد جماهیر شوروی پیوست. وی در ۱۶ اسفند ۱۴۰۰ بدلیل بیماری در سن ۷۲ سالگی درگذشت.